# João Pinto da Luz
João Pinto da Luz (Desterro, 29 de julho de 1818 – Palhoça, 5 de setembro de 1866) foi um comerciante, político e comendador brasileiro na época imperial.

## Biografia
Filho de José Antônio da Luz e de Maria Joaquina da Luz, teve atuação política notável na província de Santa Catarina, como líder do Partido Conservador.
Foi eleito deputado à Assembleia Legislativa Provincial de Santa Catarina na 8.ª legislatura (1850–1851), na 9.ª legislatura (1852–1853), e na 15.ª legislatura (1864–1865).
Tal como o irmão José Maria da Luz, do qual chegou a ser sócio, João foi um representativo comerciante e a sua família influenciou por várias décadas a conjuntura e o destino da província, exercendo incisiva liderança no campo político, comercial, religioso e social.
Em primeiras núpcias casou com Maria Amália de Matos (filha de Estevão Brocardo de Matos e de Felizarda Amália da Costa Matos) e em segundas com Francisca Carolina de Siqueira (filha de Félix Lourenço de Siqueira e Francisca Carolina), com filhos de ambos os consórcios, vindo a ser pai do almirante José Pinto da Luz e de Elesbão Pinto da Luz, este líder da Revolução Federalista de 1893.
Tio do governador Hercílio Luz e do marechal Francisco Carlos da Luz, deputado geral duas vezes por Santa Catarina.
Foi cavaleiro da Imperial Ordem de Cristo, por decreto de 3 de novembro de 1845 e oficial da Imperial Ordem da Rosa, por decreto de 2 de dezembro de 1854.